# Малые Дмитровичи
Ма́лые Дми́тровичи (укр. Малі Дмитровичі) — село, входит в Обуховский район Киевской области Украины.
Население по переписи 2001 года составляло 164 человека. Почтовый индекс — 08713. Телефонный код — 4572. Занимает площадь 1 км². Код КОАТУУ — 3223180502.

## Местный совет
08713, Київська обл., Обухівський р-н, с. Великі Дмитровичі, вул. Шевченка, 1, тел. 31-324  (укр.)